# Dual (marca)

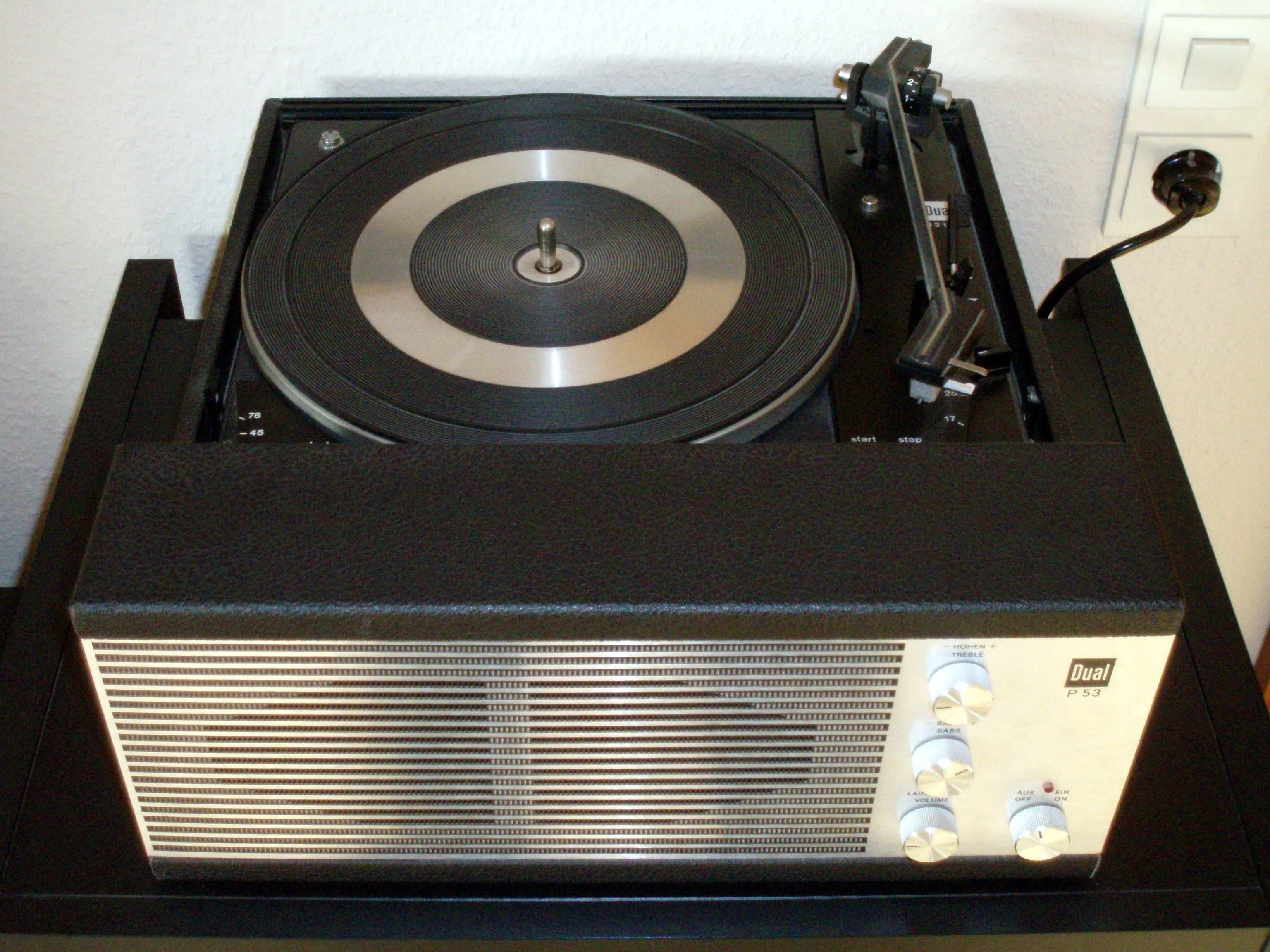
Tocadiscos Dual P 53 con amplificador y 1210

Dual es una marca de audio, video y otros productos de  electrónica de consumo.

## Historia
En 1907, los hermanos Christian and Joseph Steidinger empezaron a fabricar maquinaria de relojería y piezas para gramófonos en St. Georgen, ciudad de la Selva Negra. En 1927, Gebrüder Steidinger (Steidinger Bros.) adoptaron el nombre “Dual” en referencia al modelo de fuente de alimentación doble de la que fueron pioneros. Estas fuentes de alimentación permitían que los gramófonos fueran alimentados por la red eléctrica o mediante un mecanismo de cuerda. Poco después, Dual empezó a producir sus propios tocadiscos.
Después de la Segunda Guerra Mundial, Dual se convirtió en el mayor fabricante de tocadiscos en Europa, con más de 3000 empleados trabajando en varias fábricas. Durante 1970, 1980 y 1990, Dual introdujo reproductores de casete de audio, Videograbadores, Reproductores de CD, y otros productos de electrónica de consumo.
En 1970, cuando la electrónica de consumo japonesa empezó a entrar en el mercado Europeo a gran escala, Dual, al igual que la mayoría de los grandes fabricantes alemanes, sufrió una gran crisis: los productos Japoneses normalmente ofrecían más prestaciones a un precio mucho más bajo y con una presentación mucho más moderna. Dual entró en bancarrota en 1982, y fue vendida al fabricante de productos electrónicos francés Thomson S.A.. En 1988, Thomson vendió Dual al fabricante alemán Schneider Rundfunkwerke AG.
En 1993/4, Dual fue finalmente partida en:
- Dual Phono GmbH, i.e. La línea de tocadiscos de Dual, la cual fue adquirida por la compañía Alemana Alfred Fehrenbacher GmbH, continúa produciéndolos en la ciudad de the Black Forest town en St. Georgen.[1] Los tocadiscos dual son fabricados en la misma tradicional línea de producción que antaño. Son fácilmente identificados con el código del fabricante que empieza con CS xxx.[1]
- Dual DGC GmbH (Alemania) vende mayormente productos de electrónica de consumo remarcados, fabricados en el extremo oriente, incluyendo tocadiscos (código de producción DT xxx). Los productos de DGC son vendidos exclusivamente en Europa.[2]
- Para el mercado americano, después de la insolvencia de of Schneider Rundfunkwerke AG en 2001 TCL Electronics, una compañía China compró las acciones y la marca de Dual, y empezó a vender sus propios productos bajo el nombre de Dual. En 2002, Namsung Electronics, una compañía Coreana, compró los derechos para usar el nombre Dual en América y empezó a vender productos de electrónica de consumo baratos (aunque generalmente con buenas reseñas) bajo la Dual marca. Sus líneas de producto principales son, audio para el hogar, audio para dispositivos móviles, audio acuático y  receptores de GPS.[3]